# Radioudbredelse
Radioudbredelse, udbredelse af radiobølger eller radiofrekvensernes udbredelse beskriver hvordan radiobølger opfører sig, når de udsendes eller forplanter sig.
Fænomener som påvirker radioudbredelsen:
- Refleksion – F.eks. i form af forskellige lag D, E, F1, F2 i ionosfæren i atmosfæren.
- Refraktion – F.eks. ved temperaturinversion i troposfæren i atmosfæren.
- Absorption – F.eks. Absorberes wifi ved 2,4 GHz af alt vandholdigt materiale som f.eks. blade.
- Diffraktion – "spredning".

Ionosfæren påvirkes af solvinden, som igen er påvirket af primært solens eventuelle solpletter og soludbrud.
Ionosfærereflektioner påvirker især frekvenser mellem ca. 100 kHz – 30 MHz – og undtagelsesvis op til 100 MHz.
Inversioner i troposfæren påvirker især frekvenser mellem ca. 50 MHz – 800 MHz (?).
Når meteorer nedbremses og opvarmes i jordens atmosfære, ioniseres den, og dette vil forbigående påvirke radioudbredelsen.